# Mirbelia aotoides
Mirbelia aotoides är en ärtväxtart som beskrevs av Ferdinand von Mueller. Mirbelia aotoides ingår i släktet Mirbelia och familjen ärtväxter. Inga underarter finns listade i Catalogue of Life.